# Плазмоніка
Плазмоніка — підрозділ фотоніки, що вивчає створення та використання електромагнітних полів, локалізованих на  масштабах, менших від довжини хвилі світла при взаємодії з носіями заряду  на межі розділу середовищ. Основними об'єктами, які вивчає плазмоніка є поверхневі та локалізовані плазмони. Області застосування: передача інформації (хвилеводи), мікроскопія — підсилена поверхнею раманівська спектроскопія та підсилення поверхнею флуоресценції, метаматеріали тощо.

## Виноски
1. ↑   Stefan A. Majer. Plasmonics: Fundamentals and Applications. Springer. 2007